# 伊萨亚·克莱因·伊金克
伊萨亚·克莱因·伊金克（荷蘭語：Isaya Klein Ikkink，2003年5月13日—），荷兰男子田径运动员，2024年世界室内田径锦标赛男子4×400米接力铜牌得主、2024年夏季奥林匹克运动会混合4×400米接力金牌得主。